# 1920 w nauce

## Urodzili się
- 2 stycznia – Władysław Markiewicz, socjolog
- 11 marca – Nicolaas Bloembergen, amerykański fizyk holenderskiego pochodzenia, laureat Nagrody Nobla
- 15 marca – Edward Donnall Thomas, amerykański lekarz, laureat Nagrody Nobla (zm. 2012)
- 17 marca - Adam Bartecki, polski chemik (zm. 2010)
- 6 kwietnia – Edmond Henri Fischer, amerykański biochemik, laureat Nagrody Nobla
- 29 maja – John Harsanyi, amerykański ekonomista, matematyk i filozof, pochodzenia węgierskiego, laureat Nagrody Nobla (zm. 2000)
- 7 czerwca – Jan Michalski, polski chemik
- 17 czerwca - François Jacob, francuski genetyk, laureat Nagrody Nobla (zm. 2013)
- 10 lipca – Owen Chamberlain, fizyk amerykański, laureat Nagrody Nobla (zm. 2006)
- 25 lipca – Rosalind Franklin, brytyjska biolog i genetyk, współodkrywczyni podwójnej helisy DNA (zm. 1958)
- 10 września – Calyampudi Radhakrishna Rao, indyjski matematyk i statystyk
- 14 września - Lawrence Klein, ekonomista amerykański, laureat Nagrody Nobla (zm. 2013)
- 29 września – Peter D. Mitchell, brytyjski biochemik, laureat Nagrody Nobla (zm. 1992)
- 29 października - Baruj Benacerraf, amerykański immunolog pochodzenia wenezuelskiego, laureat Nagrody Nobla (zm. 2011)
- 5 listopada – Douglass North, ekonomista i historyk amerykański, laureat Nagrody Nobla (zm. 2015)
- 6 grudnia - George Porter, brytyjski chemik, laureat Nagrody Nobla (zm. 2002)
- 27 grudnia – Robert Whittaker, amerykański botanik i ekolog (zm. 1980)

## Zmarli
- 3 stycznia – Zygmunt Janiszewski, polski matematyk, jeden z czołowych przedstawicieli warszawskiej szkoły matematycznej (ur. 1888)
- 5 kwietnia – Rudolf Zuber, polski geolog i podróżnik, specjalista ds. poszukiwań złóż ropy naftowej (ur. 1858)
- 26 kwietnia – Srinivasa Ramanujan, matematyk hinduski (ur. 1887)
- 14 czerwca – Max Weber, niemiecki socjolog, ekonomista (ur. 1864)
- 20 czerwca – Dmitrij Iwanowski (ros. Дмитрий Иосифович Ивановский), botanik i mikrobiolog rosyjski, odkrywca wirusów (ur. 1864)

## Nauki przyrodnicze i ścisłe

### Fizyka
- przeprowadzenie doświadczenia Borna i Bormann

## Technika
Kuchenka elektryczna

## Nagrody Nobla
- Fizyka – Charles Édouard Guillaume
- Chemia – Schack August Steenberg Krogh
- Medycyna – Walther Hermann Nernst